# Субъективная сторона преступления
Субъективная сторона преступления — это внутреннее психическое отношение лица к совершаемому им общественно опасному деянию.
В отличие от признаков объективной стороны преступления, доступных для непосредственного восприятия другими лицами, признаки субъективной стороны недоступны для непосредственного наблюдения и устанавливаются на основании показаний, данных лицом, а также на основании анализа и оценки объективных признаков преступления. В. И. Ленин писал по этому поводу: «…По каким признакам судить нам о реальных «помыслах и чувствах» реальных личностей? Понятно, что такой признак может быть лишь один: действия этих личностей — а так как речь идет только об общественных «помыслах и чувствах», то следует добавить еще: общественные действия личности, т.е. социальные факторы».

## Признаки и значение субъективной стороны
Субъективную сторону преступления образуют следующие признаки: вина, мотив, цель и эмоциональное состояние лица. Обязательное значение имеет только вина. Значение признаков субъективной стороны:
- Разграничение преступного и непреступного поведения (не является преступным причинение общественно опасных последствий без вины, деяние, предусмотренное нормой уголовного права, но совершённое с не указанной в ней формой вины, мотивом или целью).
- Разграничение сходных по объективным признакам составов преступлений (убийство и причинение смерти по неосторожности; самовольное оставление службы и дезертирство).
- Признаки субъективной стороны определяют степень общественной опасности преступления и преступника, являясь смягчающими и отягчающими обстоятельствами.

## Вина
Согласно психологической теории, вина определяется как психическое отношение лица к совершаемому общественно опасному действию или бездействию и его последствиям, выражающееся в форме умысла или неосторожности. Существуют и другие теории вины.
Современное уголовное право исходит из того, что преступным может являться деяние, совершение которого является осознанным и волевым. Вследствие этого вина является необходимой предпосылкой уголовной ответственности и наказания. Только виновная ответственность за совершение преступления образует сущность субъективного вменения: какими тяжкими не были бы последствия, ответственность наступает только за виновное их причинение, объективное вменение является недопустимым.
Выделяют две формы вины: умысел и неосторожность. Форма вины — это определяемое законом сочетание интеллектуальных и волевых признаков, свидетельствующих об отношении виновного к совершаемому им деянию и его последствиям. Форма вины либо указывается в уголовно-правовых нормах, устанавливающих ответственность за конкретное преступление, либо подразумевается.

### Умысел
Умышленная форма вины предполагает осознание виновным сущности совершаемого деяния, предвидение его последствий и наличие воли, направленной к его совершению.
Умысел бывает прямой и косвенный. При прямом умысле лицо сознаёт общественную опасность своих действий или бездействия, предвидит возможность или неизбежность наступления общественно опасных последствий (интеллектуальный момент) и желает их наступления (волевой момент). При косвенном умысле виновный предвидит не закономерную неизбежность, а лишь реальную возможность наступления последствий в данном конкретном случае. С точки зрения волевого элемента виновный не желает, но сознательно допускает их наступление или относится к ним безразлично. Следует отметить, что во многих государствах основным интеллектуальным элементом умысла считается осознание не общественной опасности деяния, а его противоправности.

### Неосторожность
Неосторожность характеризуется легкомысленным расчётом на предотвращение вредных последствий деяния лица, либо отсутствием предвидения наступления таких последствий. Неосторожность встречается реже, чем умысел, однако по своим последствиям неосторожные преступления (особенно связанные с использованием некоторых видов техники, атомной энергии и т. д.) могут быть не менее опасными, чем умышленные. Неосторожность может быть двух видов: преступное легкомыслие и преступная небрежность.
При преступном легкомыслии виновный предвидит возможность наступления общественно опасных последствий (интеллектуальный момент схож с косвенным умыслом), не желает их наступления, и без достаточных оснований самонадеянно рассчитывает на их предотвращение (волевой момент). При этом лицо не расценивает свои действия как общественно опасные, хотя и осознаёт, что они нарушают определённые правила предосторожности.
При преступной небрежности виновный не предвидит возможность наступления общественно опасных последствий, хотя должен был и мог их предвидеть. Лицо может быть привлечено к ответственности за такие действия, поскольку его поступки связаны с пренебрежительным отношениям к закону, требованиям безопасности и интересам других лиц.

### Невиновное причинение вреда
Невиновное причинение вреда или уголовно-правовой казус имеет место, когда лицо по обстоятельствам дела не могло осознавать общественной опасности своего деяния, либо не предвидело возможности наступления общественно опасных последствий и не должно или не могло их предвидеть. В последнее время наличие казуса также может признаваться в случаях, когда лицо хотя и предвидело возможность наступления последствий, но не могло их предотвратить в силу несоответствия своих психофизиологических качеств требованиям экстремальных условий или нервно-психическим перегрузкам.

### Преступления с двумя формами вины
В некоторых случаях вина в конкретном деянии может носить сложный характер. Преступник может рассчитывать причинить одно последствие (например, тяжкий вред здоровью), но в результате какого-либо допущенного им просчёта причинить более тяжкое последствие (смерть). В других случаях помимо желаемого преступного результата может быть по неосторожности причинён также другой, неоднородный с ним и, как правило, являющийся более тяжким (например, таким результатом является смерть потерпевшей при незаконном производстве аборта). В таких случаях преступление считается совершённым с двумя формами вины (либо с «двойной» или «смешанной» формой вины).

## Мотив и цель преступления
Все сознательные действия человека являются мотивированными и направленными на достижение определённой цели. Именно такой их характер определяет возможность привлечения лица к ответственности за совершённые им общественно опасные деяния, вследствие чего установление мотивов и целей лица имеет важное значение.
Мотив преступления — это основанные на существующих у лица потребностях и интересах факторы, которые обуславливают выбор лицом преступного варианта поведения и конкретную линию поведения в момент совершения преступления.
Цель преступления — это идеализированное представление лица о преступном результате, которого оно стремится достичь своими действиями.
Мотивы и цели тесно связаны между собой. Цель преступления формируется на основе сначала подсознательного, а потом осознанного влечения к удовлетворению потребности, составляющей мотив преступления. Цель и мотив являются психологической основой для образования у субъекта виновного отношения к совершаемому деянию. Мотивы и цели в умышленных преступлениях носят преступный характер, так как цели, которых желает достичь лицо, связаны с причинением определённого вреда объектам, охраняемым уголовным законом. В неосторожных преступлениях мотивы и цели носят нейтральный или общественно полезный характер (например, мотивом превышения скорости, повлекшего ДТП, могло быть стремление поскорее прибыть на рабочее место) и потому не признаются преступными.
Мотивы и цели, как правило, чётко называются в уголовном законе. Однако в отдельных случаях законодатель может давать и обобщённую их характеристику, указывая, например, на какую-либо личную заинтересованность лица.
Мотивы и цели классифицируются с точки зрения их морально-правовой оценки: выделяются низменные и не имеющие низменного содержания мотивы и цели.
С низменными мотивами и целями связывается усиление уголовной ответственности. Низменными являются корыстные, хулиганские и иные мотивы, осуждаемые обществом: мотив расовой, национальной, религиозной ненависти или вражды, кровной мести, мести за осуществление правомерной и общественно полезной деятельности, цели облегчить или скрыть другое преступление, использования органов и тканей потерпевшего, подрыва конституционного строя государства и т.д.
Мотивы и цели, не имеющие низменного содержания, либо не влияют на ответственность (это ревность, месть, карьеризм, личная неприязнь), либо смягчают её (мотив сострадания, цель пресечения преступления).
Уголовно-правовое значение мотивов и целей такое же, как и у остальных факультативных признаков состава преступления. Они могут выступать в роли составообразующих, когда они включены в конструкцию конкретного состава преступления (например, пиратство должно осуществляться с обязательной целью завладения чужим имуществом), могут признаваться квалифицирующими признаками, отягчающими и смягчающими уголовную ответственность обстоятельствами .

## Эмоциональное состояние лица, совершающего преступление
Эмоции представляют собой чувства и переживания, которые испытывает человек.
Среди всех эмоций, которые может испытывать человек, уголовно-правовое значение имеет только чрезвычайно сильное кратковременное эмоциональное возбуждение, вспышка таких эмоций, как страх, гнев, ярость, отчаяние, бурно протекающая и характеризующееся внезапностью возникновения, кратковременностью протекания, значительным характером изменений сознания, нарушением волевого контроля за действиями — аффект .
Аффект может быть физиологическим и патологическим. При физиологическом аффекте возникшее состояние представляет собой интенсивную эмоцию, которая доминирует в сознании человека, снижает его контроль за своими поступками, характеризуется сужением сознания, определенным торможением интеллектуальной деятельности. Однако при этом не наступает глубокого помрачения сознания, сохраняется самообладание и поэтому физиологический аффект не исключает ответственности.
Физиологический аффект является смягчающим уголовную ответственность состоянием при условии, что он является реакцией на противоправное либо аморальное поведение потерпевшего, которое может носить однократный или систематический характер; в последнем случае речь идёт о наличии длительной психотравмирующей ситуации .
Патологический аффект характеризуется полным помрачением сознания и неуправляемым импульсивным действием. Он является обстоятельством, исключающим вменяемость.

## Ошибка
Ошибка — это заблуждение лица, совершающего деяние, относительно фактических обстоятельств, определяющих характер и степень общественной опасности деяния, или его юридической характеристики.
Юридическая ошибка представляет собой неправильное представление лица о юридической оценке совершённого им деяния либо юридической ответственности, связанной с его совершением. Юридическая ошибка может быть следующих видов:
1. Ошибка в уголовно-правовом запрете — неверная оценка деяния как непреступного, тогда как в действительности его совершение запрещено уголовным законом под угрозой наказания.
2. Мнимое преступление — ошибочная оценка деяния как преступного, тогда как уголовный закон такого преступного деяния не предусматривает.
3. Неправильное представление лица о юридических последствиях деяния (квалификации, виде и размере наказания).

Юридическая ошибка практически никогда не оказывает влияния на применяемую к лицу меру ответственности.
Фактическая ошибка — это заблуждение лица относительно фактического содержания признаков, составляющих объект и объективную сторону преступления. Фактическая ошибка может быть существенной или несущественной: существенная фактическая ошибка касается юридически значимых признаков состава преступления, называемых в уголовном законе, и оказывает влияние на характер и размер ответственности лица, несущественная ошибка касается признаков, не влияющих на уголовно-правовую оценку деяния (например, личность потерпевшего при краже) и потому не имеет юридического значения.
Выделяются такие виды фактической ошибки, как ошибка в объекте, ошибка относительно фактических обстоятельств деяния, ошибка относительно общественно опасных последствий, ошибка в развитии причинной связи, ошибка в средствах совершения преступления.